# Министерство кооперативного управления и традиционных дел ЮАР
Министерство кооперативного управления и традиционных дел ЮАР отвечает за контроль провинциальных и местных органов власти Южной Африки. Министр кооперативного управления и традиционных дел: Сисело Сишека.
C августа 2020 года министром является супруга президента -Никосозана Сламини-Зума, её заместитель Паркс Тау.

## Штатная структура
- Министр
  - Заместитель министра
    - Генеральный директор кооперативного управления и традиционных дел: Элрой Африки (действующий)

## Отделы
- Корпоративных услуг
- Мониторинга и оценки
- Управления, политики и исследований
- Городского и сельского развития
- Системы наращивания потенциала
- Бесплатных Основных услуг и инфраструктуры